# Chrysler LeBaron
Chrysler LeBaron, también conocido como Imperial LeBaron, es una línea de automóviles estadounidense con motor de 4 cilindros v6 y v8   construida por Chrysler entre 1931-1941 y 1955-1995. El modelo fue introducido en 1931 con una carrocería fabricada por LeBaron para competir con otros coches de lujo de la época como Lincoln y Packard. Después de comprar LeBaron con su matriz Briggs Manufacturing Company, Chrysler introdujo la marca de lujo Imperial en 1955 y vendió automóviles con el nombre de Imperial LeBaron hasta 1975. Abandonó la marca Imperial en 1975, pero reintrodujo el nombre LeBaron en 1977 para agregar prestigio al modelo más económico de su gama de vehículos. La denominación "LeBaron" se ha aplicado a cinco automóviles diferentes fabricados por Chrysler:
- (1977-1981) Carrocería M Tamaño medio sedán, cupé y familiar LeBaron
- (1982-1988) Carrocería K Tamaño medio sedán, cupé, convertible y familiar LeBaron
- (1985-1989) Carrocería H Tamaño medio LeBaron GTS hatchback
- (1987-1995) Carrocería J Utilitario de lujo LeBaron cupé y convertible
- (1990-1994) Carrocería AA Tamaño medio sedán LeBaron

El último Chrysler LeBaron se produjo en 1995, para ser reemplazado por el Cirrus y el Sebring. LeBaron era una de las marcas más antiguas de Chrysler.

## Origen de LeBaron

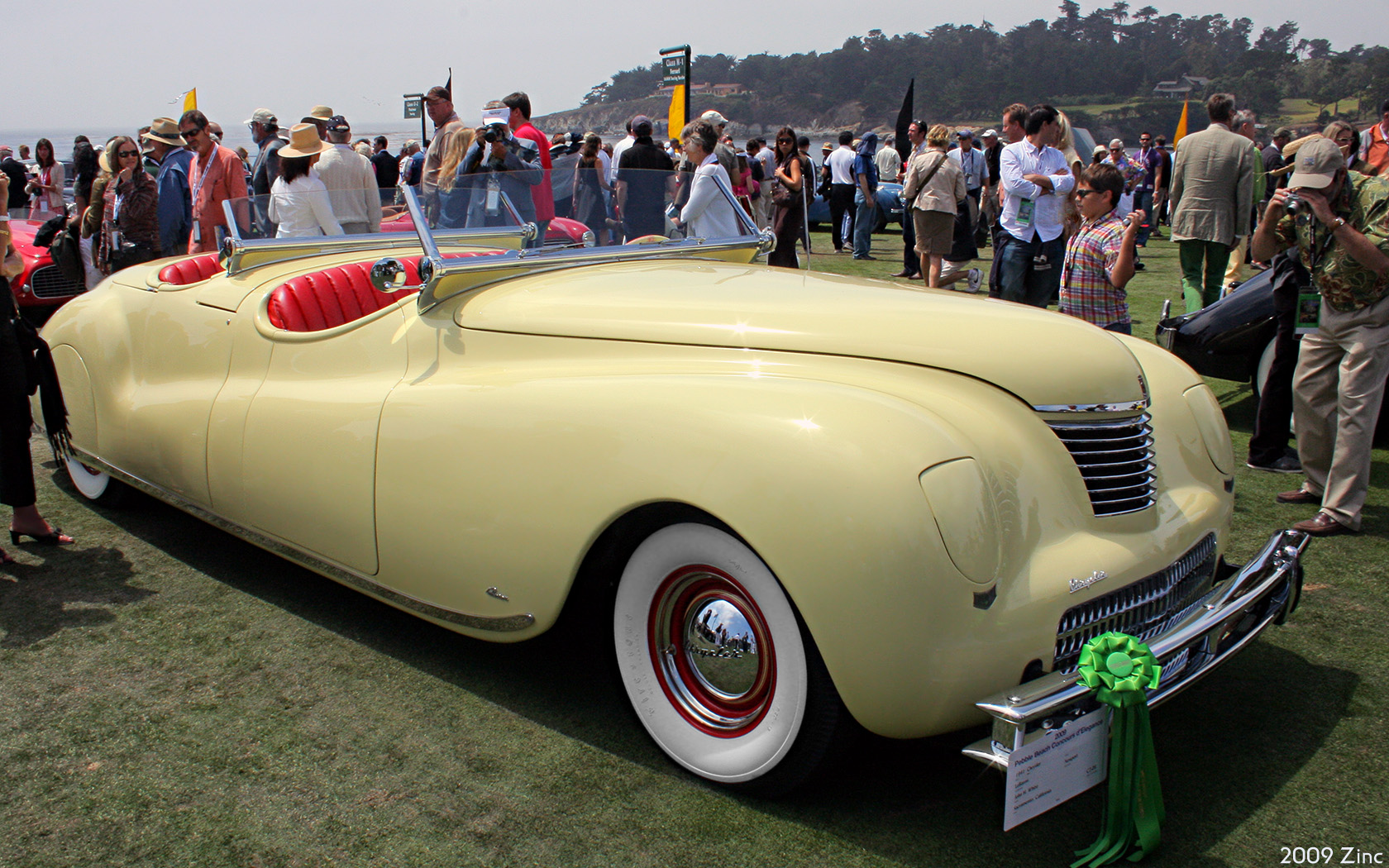
Chrysler LeBaron Newport de 1941

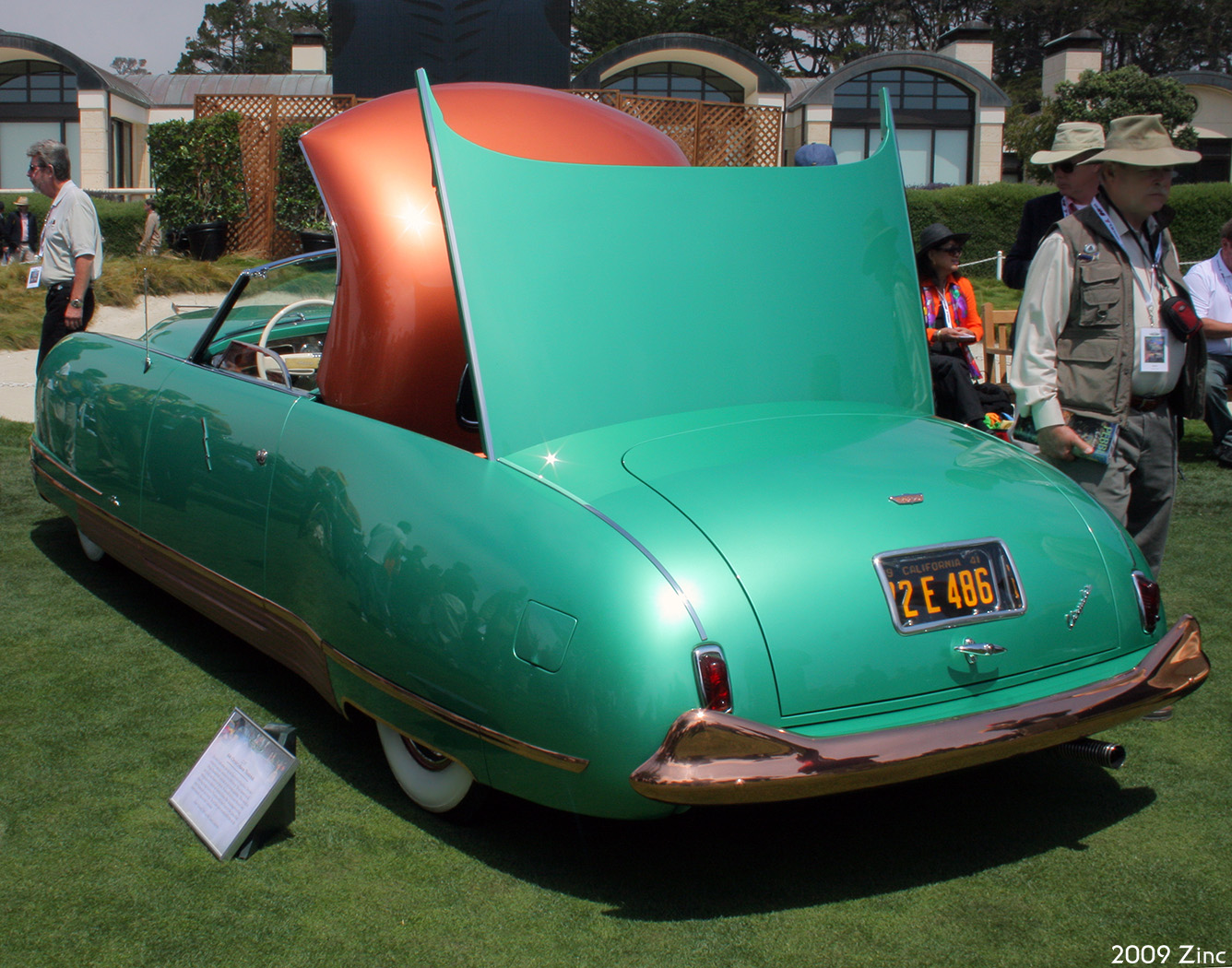
Chrysler Thunderbolt de 1941

LeBaron fue uno de los muchos carroceros destacados en las décadas de 1920 y 1930 que producían carrocerías para automóviles de lujo. Fue fundada en Bridgeport (Connecticut) en 1920 por Thomas L. Hibbard y Raymond H. Dietrich. Más tarde la compañía fue comprada por Briggs Manufacturing Company de Detroit en 1926, el principal fabricante de carrocerías para Ford, Chrysler, Hudson, Packard y otras marcas, y operaba como una subsidiaria especializada de Briggs.
LeBaron suministró exquisitas carrocerías personalizadas para varias empresas de automóviles, como la lujosa línea Imperial de Chrysler, y para distintos modelos de Duesenberg y de Cadillac.
Los últimos proyectos de LeBaron para Chrysler fueron el Chrysler Newport Phaeton, un faetón de capota doble súper aerodinámico con carrocería de aluminio, y el extraordinario Chrysler Thunderbolt de 1941, un elegante roadster con faros ocultos (como el Cord 810/812 de 1936) y un techo rígido de metal retráctil diseñado por Alex Tremulis, que más tarde diseñaría el legendario Tucker de 1948. Solo se fabricaron 6 unidades de cada uno.
Chrysler compró la Briggs Manufacturing Company en 1953. Dos años después de que la Chrysler Corporation introdujera el Imperial como una división de lujo separada, se empezó a utilizar el nombre LeBaron para designar al modelo Imperial tope de la gama entre 1957 y 1975.

## Generación clásica (1931-1941)
Los LeBaron de Chrysler comenzaron a producirse en la década de 1930, durante la era clásica del automóvil. Compitieron directamente con las marcas de lujo de su época, como Lincoln, Cadillac y Packard. A mediados de la década de 1930, Chrysler agregó a su gama de vehículos una nueva forma de diseño "Art Deco" radical, conocida como "Airflow". LeBaron suministró la serie CW de gama alta para el modelo Imperial. Las características de diseño se consideraron avanzadas y quizás adelantadas a su tiempo. Sin embargo, la forma era demasiado radical para los gustos del comprador y los modelos convencionales se vendieron más que los Airflow en aproximadamente una proporción de 3 a 1. Raymond Dietrich, cofundador y ex estilista de LeBaron, fue contratado en 1932 para ser el estilista interno de Chrysler. Dietrich rediseñó la línea Airflow, y los Chrysler pasaron a tener de nuevo estilos más convencionales.
|  |  |

Como resultado de las bajas ventas de la gama Airflow, el diseño de Chrysler se volvió bastante conservador durante las dos décadas siguientes. Los fabricantes de automóviles continuaron aumentando sus departamentos de estilo y carrocerías internos, con el resultado de que la empresa LeBaron se volvió menos importante para la mayoría de sus clientes en cuanto a ideas de diseño y carrocerías. Hacia fines de la década de 1930, LeBaron/Briggs pasó a construir más carrocerías para Chrysler y menos para Ford. Chrysler se convirtió en su mayor cliente, construyéndose adicionalmente algunas carrocerías para Packard, Hudson y Graham-Paige. Durante finales de la década de 1930 y principios de la de 1940, el nombre y la división LeBaron se volvieron menos importantes para Briggs, aunque siguió siendo una división de la compañía hasta que esta fue adquirida por Chrysler en 1953.

## Generación Imperial (1955-1975)
Chrysler Corporation escindió el Imperial como una marca y división de lujo separada en 1955. El modelo LeBaron fue designado como el Imperial tope de gama desde 1956 hasta 1975. Estos coches eran "Imperial" y "no" incluían emblemas de identificación de "Chrysler". Los vehículos de la marca "LeBaron" eran el modelo superior de la línea "Imperial," seguidos por la línea media "Crown" y un modelo básico sin nombre de corta duración ("Custom" de 1960 a 1963); siendo "Southampton" una subdesignación que se aplicaba a todos las unidades con techo rígido sin pilares intermedios.
Los Imperial LeBaron se comercializaron en la década de 1930 para competir directamente con las marcas de lujo de la competencia, como Continental, Cadillac y Packard.
El último modelo Imperial se ensambló en junio de 1975. El cese de la producción fue el resultado de la disminución de las ventas debido a la recesión de 1973–1975, los efectos de la crisis del petróleo y de la aprobación por el Congreso de los Estados Unidos de la Ley de Conservación y Política Energética, que supuso el establecimiento de los estándares de la economía de combustible corporativa promedio.

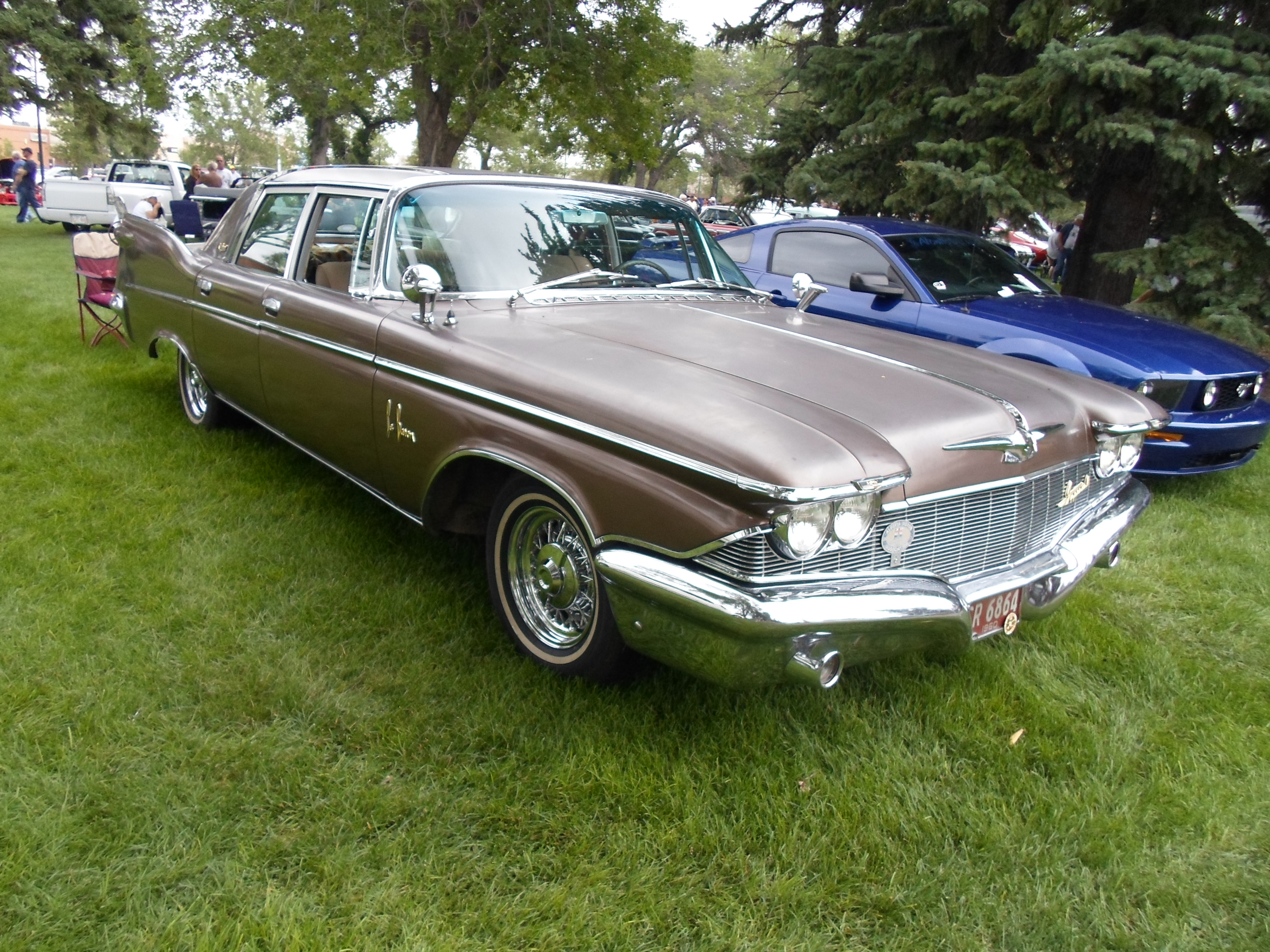
Imperial LeBaron de 1960
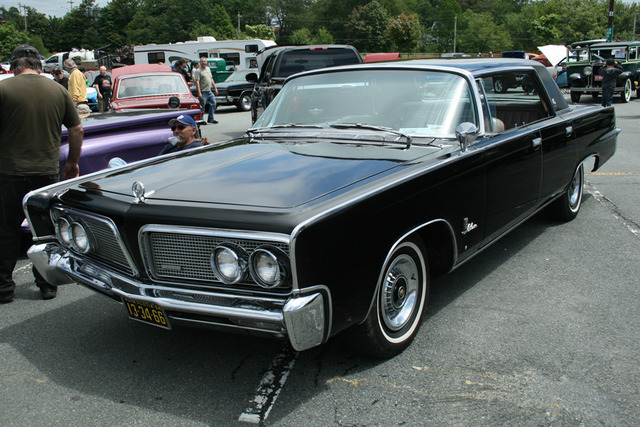
Imperial LeBaron de 1964
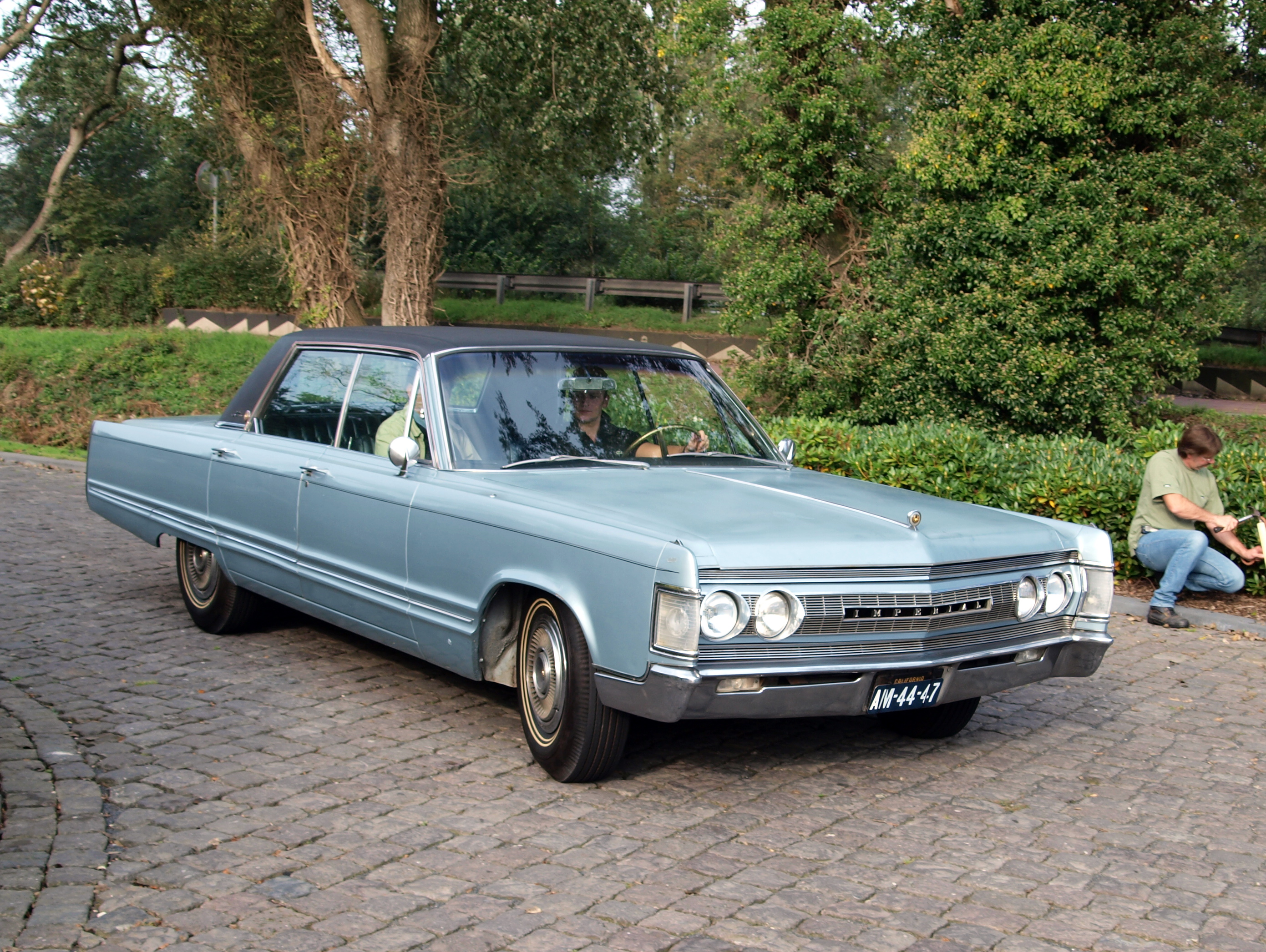
Imperial LeBaron de 1967
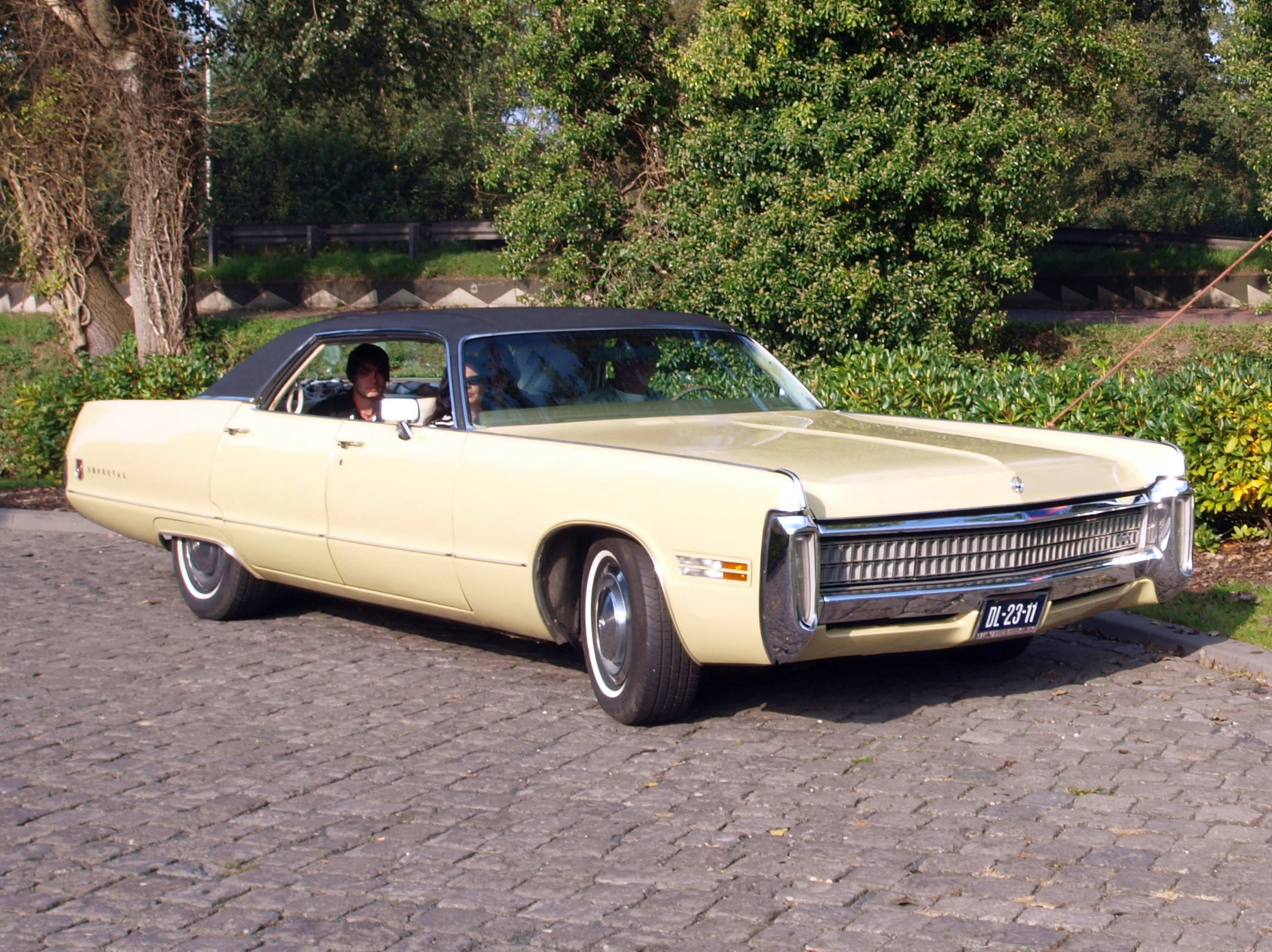
Imperial LeBaron de 1972
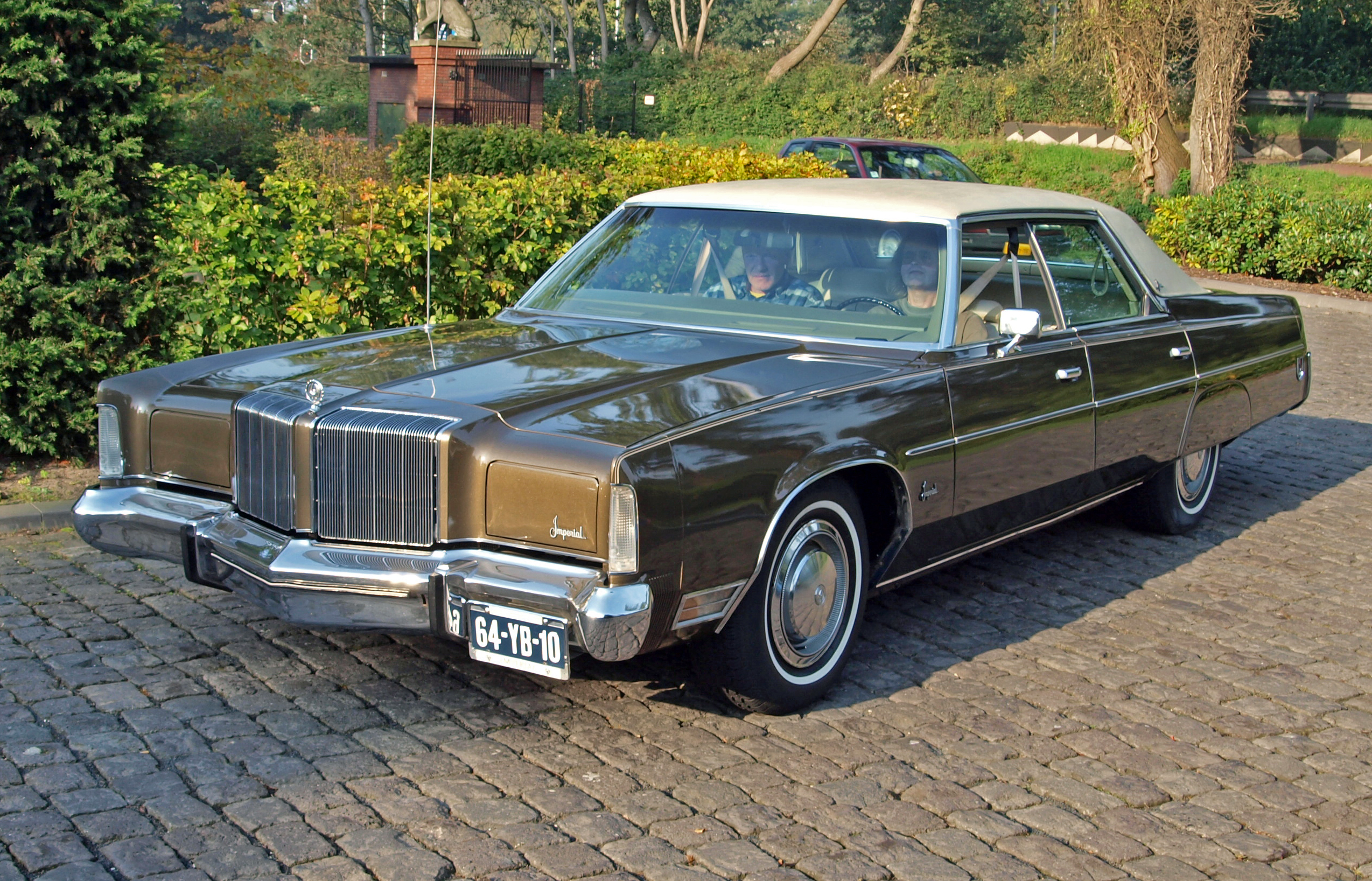
Imperial LeBaron de 1974

## Primera generación (1977-1981)

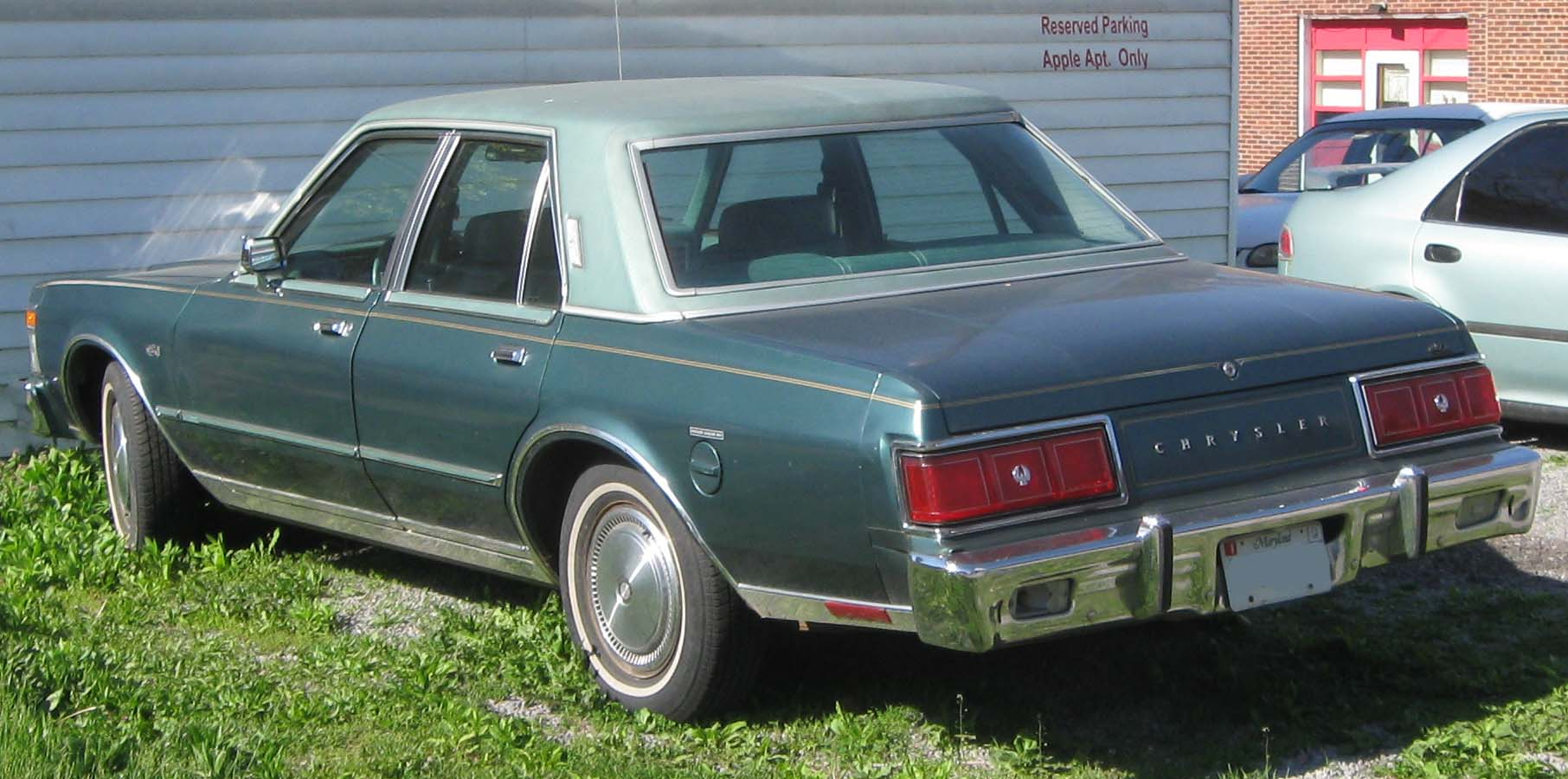
Chrysler LeBaron sedán (1977–1979)

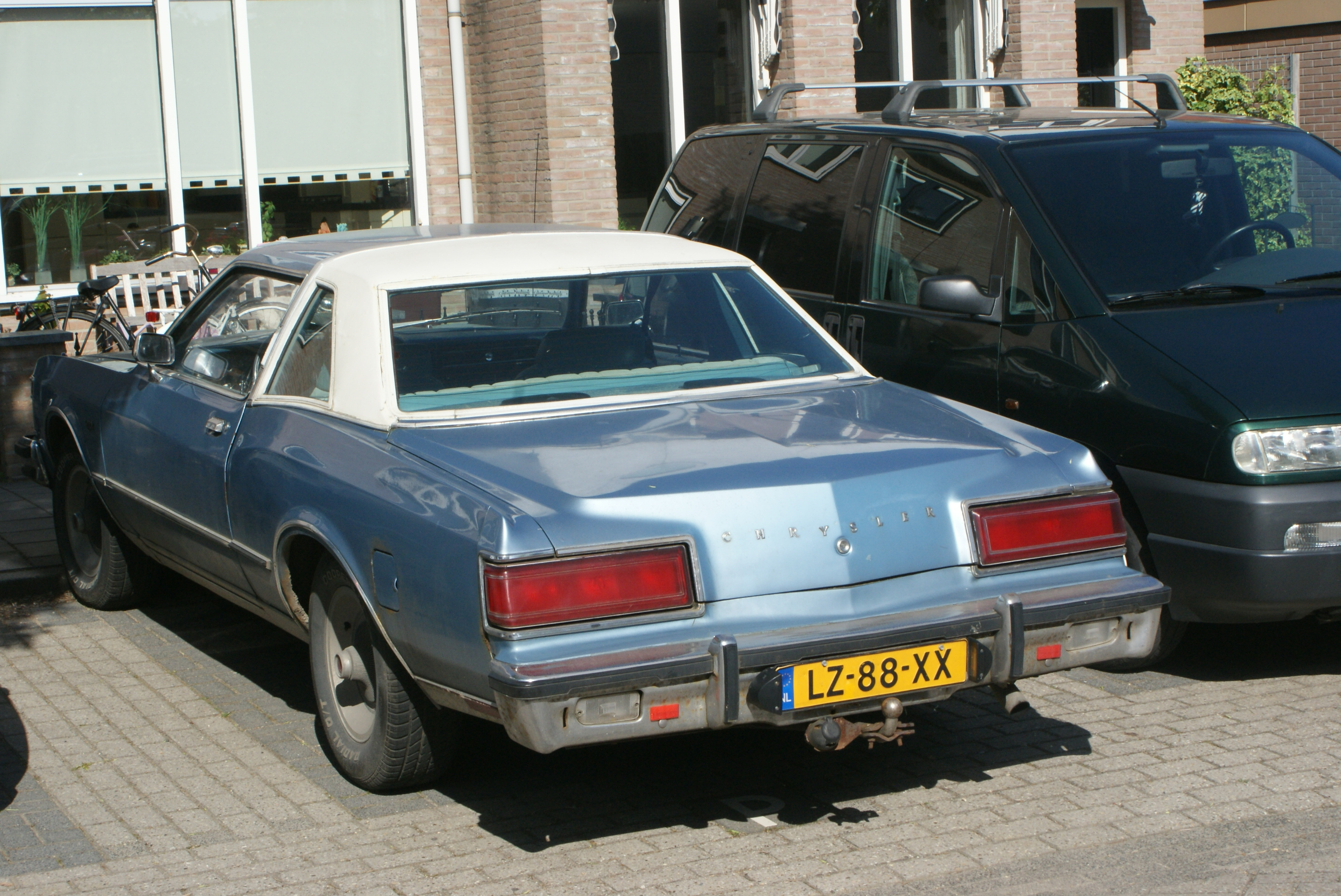
Chrysler LeBaron Medallion cupé (1977–1979)

Aunque el nombre del modelo LeBaron se había utilizado antes en los Imperial, esta fue la primera vez que se utilizó el nombre para designar un modelo de Chrysler. Introducidos en la primavera de 1977, estaban montados sobre la plataforma del Dodge Aspen (carrocería F), pero con una tipología diferente conocida como carrocería M, y su propósito principal era ser una versión más lujosa del Aspen/Volaré. Los modelos iniciales de 1977 comprendían cupés y sedanes, con un familiar Town & Country que apareció en 1978 (usaba la placa de identificación que antes llevaban los familiares Chrysler de cuerpo C de tamaño completo). Los sedanes y familiares, aunque se consideraban carrocerías M, eran casi idénticos a los Aspen y Volaré de tipo F, excepto por el capó, las tapas del maletero y los paneles de cabecera delanteros y traseros.
Los cupés diferían más sustancialmente. Mientras que los modelos de carrocería F disponían de una configuración cupé con distancia entre ejes de 108,7 pulgadas (2,76 m), los del tipo M (que incluían el Dodge Diplomat) tenían la forma de un cupé único con un estilo evocador de la década de 1930 con la misma distancia entre ejes de 112,7 pulgadas (2,86 m) que los sedanes y los familiares. Los motores consistían en el Slant Six de 225 pulgadas cúbicas (3687,1 cm³), el 318 pulgadas cúbicas (5211,1 cm³) V8 y el 360 pulgadas cúbicas (5899,3 cm³) V8. La mayoría estaban equipados con la transmisión automática Torqueflite de 3 velocidades, pero se ofreció una caja de cambios manual de cuatro velocidades con sobremarcha para los dos motores más pequeños hasta 1981.

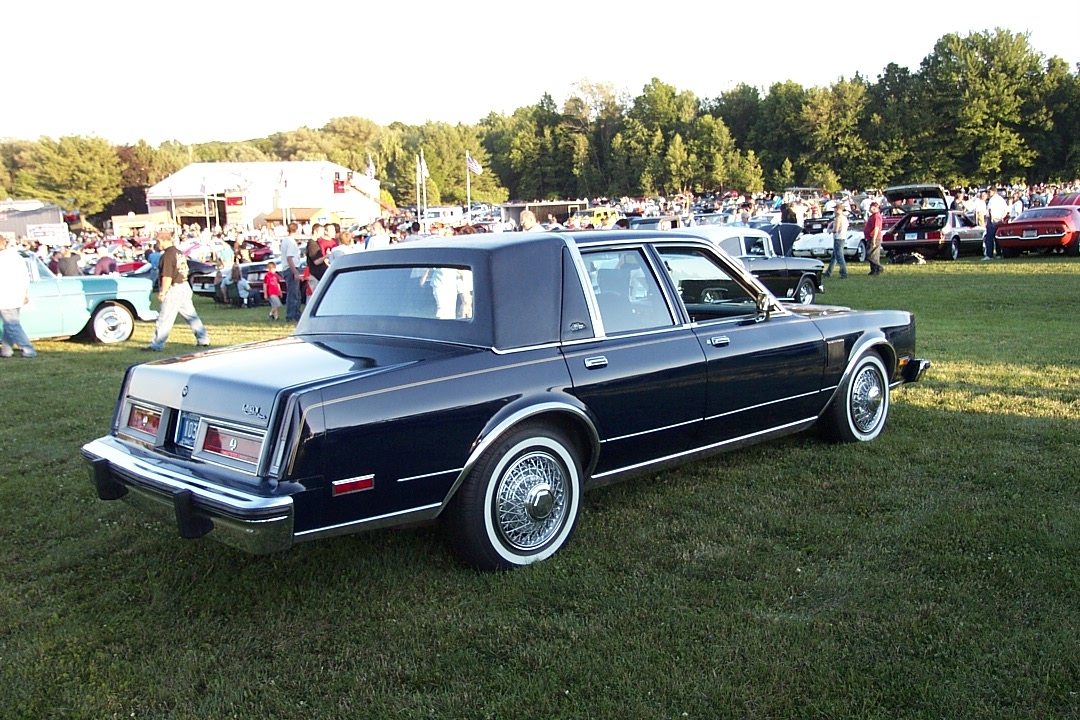
LeBaron 5th Avenue Limited Edition de 1980; uno de los 654 producidos

En 1979, el LeBaron fue rediseñado para el año 1980, con el fin de obtener una línea más nítida, con una rejilla en cascada, nuevo configuración de faros delanteros y luces traseras más angulosas. La línea trasera del techo también se hizo más corta y empinada. El cupé de 2 puertas recibió una nueva chapa metálica trasera lisa, que reemplazó a los viejos paneles traseros curvos, y la distancia entre ejes pasó a ser de 108,7 pulgadas (276,1 cm). Se realizaron mejoras en el interior para hacerlo más lujoso. También ese año, un paquete de edición limitada "Fifth Avenue" estaba disponible con una línea de techo alterada y mejoras adicionales; solo se produjeron 654 LeBaron de este tipo, todos transformados por American Sunroof Corporation. También se diseñó una versión policial en 1981 tras la desaparición del Volaré, reemplazado a su vez por el nuevo Plymouth Gran Fury de carrocería M para 1982, lo que mantuvo a los concesionarios de Chrysler-Plymouth compitiendo por los contratos de suministro a la policía.
El nombre del modelo LeBaron se trasladó al nuevo modelo de tracción delantera sobre la plataforma K para el año 1982. El antiguo sedán LeBaron de carrocería M se convirtió en el Chrysler New Yorker, que aún podía equiparse con el paquete de mejoras Fifth Avenue. Los familiares y cupés de carrocería M dejaron de producirse después de 1981. El sedán de carrocería M de Chrysler fue finalmente renombrado como New Yorker Fifth Avenue en 1983 y luego tan solo como Fifth Avenue a partir de 1984. La producción del Quinta Avenida de carrocería M continuó hasta 1989 con pocos cambios con respecto al sedán LeBaron de 1980.
Para obtener más información sobre esta primera generación, véanse los artículos Town & Country y Fifth Avenue.

## Segunda generación (1982-1988)
Para 1982, el LeBaron se trasladó a la plataforma Chrysler K de tracción delantera, donde pasó a ser la oferta más asequible de la marca de lujo. Inicialmente estaba disponible solo en versiones sedán y cupé. A principios de 1982, fue lanzado en una versión convertible,  convirtiéndose en el primer turismo descapotable construido en serie desde el Cadillac Eldorado de 1976.
También se agregó una versión familiar llamada Town and Country, y con la misma denominación se fabricó un convertible especial de 1983 a 1986 en cantidades limitadas (1105 unidades en total), que, al igual que el familiar, presentaba paneles de madera simulada que lo hacían parecerse al Town and Country original de la década de 1940. Este modelo fue parte del paquete de opciones Mark Cross, dotado con un equipamiento muy completo.
A pesar de ser mecánicamente similares a los Aries y Reliant, su aspecto se parecía mucho al de los sedanes con carrocería E más grandes. Esta generación contó con el sistema Electronic Voice Alert de Chrysler, una voz computerizada que advirtía a los conductores sobre diversas condiciones con frases como "Una puerta está entreabierta" o "La presión de aceite de su motor está baja".
El LeBaron fue renovado en 1986, recibiendo delante y detrás perfiles más redondeados para mejorar su aerodinámica. El techo de vinilo completo del sedán fue reemplazado por una capota acolchada tipo landau. El grupo de instrumentos se revisó, sustituyéndose un velocímetro rectangular y un indicador de combustible por un centro de mensajes con indicadores redondos similares al de los Reliant/Aries, pero con un borde plateado para darle una apariencia más elegante. Los cupés y convertibles dejaron de producirse en 1987, siendo reemplazados por el nuevo LeBaron de carrocería J lanzado ese año. El sedán y el familiar continuaron con cambios menores hasta 1988. Un nuevo tablero digital reemplazó a los indicadores analógicos para buscar una apariencia todavía más moderna. Un sedán LeBaron más grande basado en el Dodge Spirit y en el Plymouth Acclaim llegaría para formar parte de la gama de modelos del año 1990.

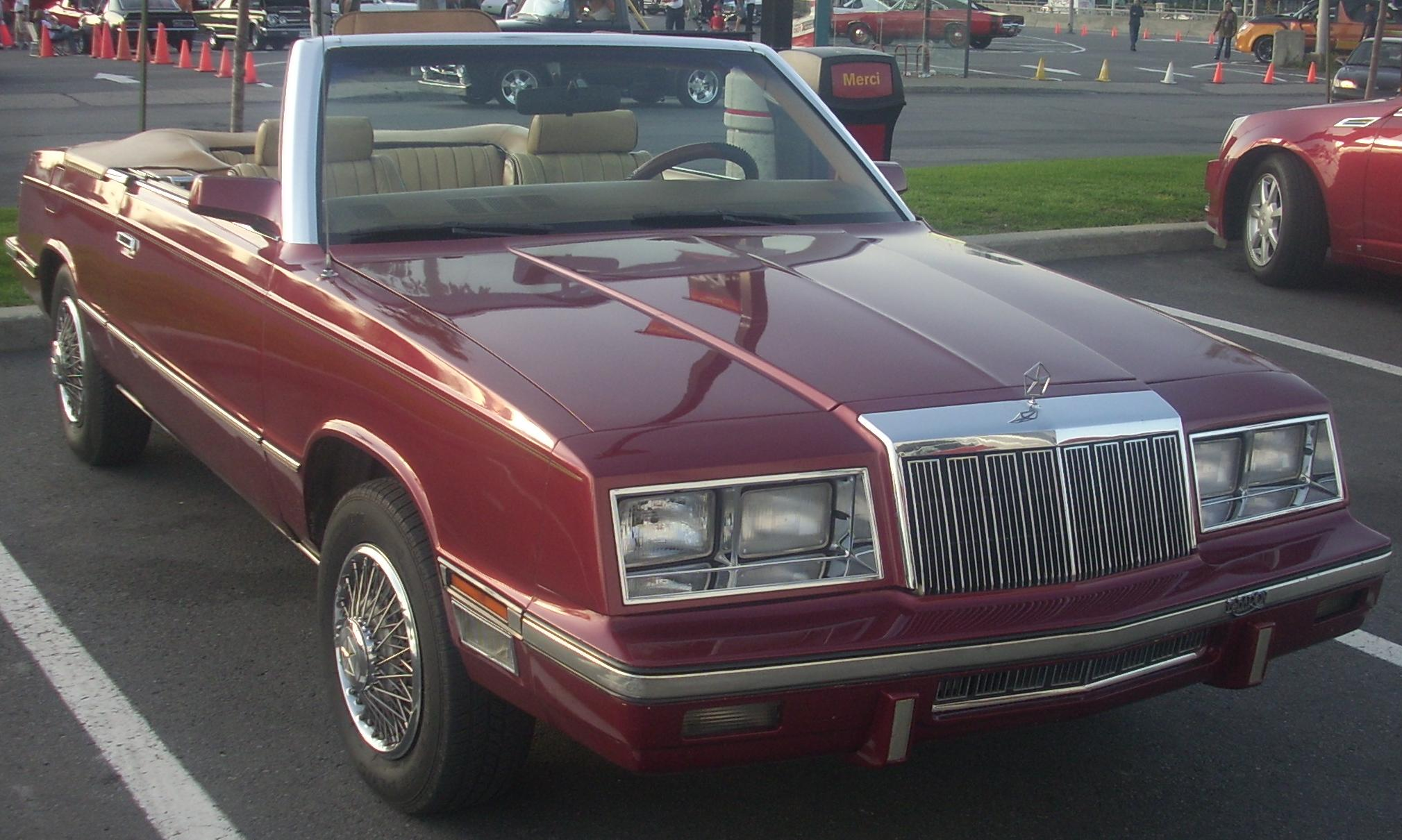
Chrysler LeBaron convertible de 1985
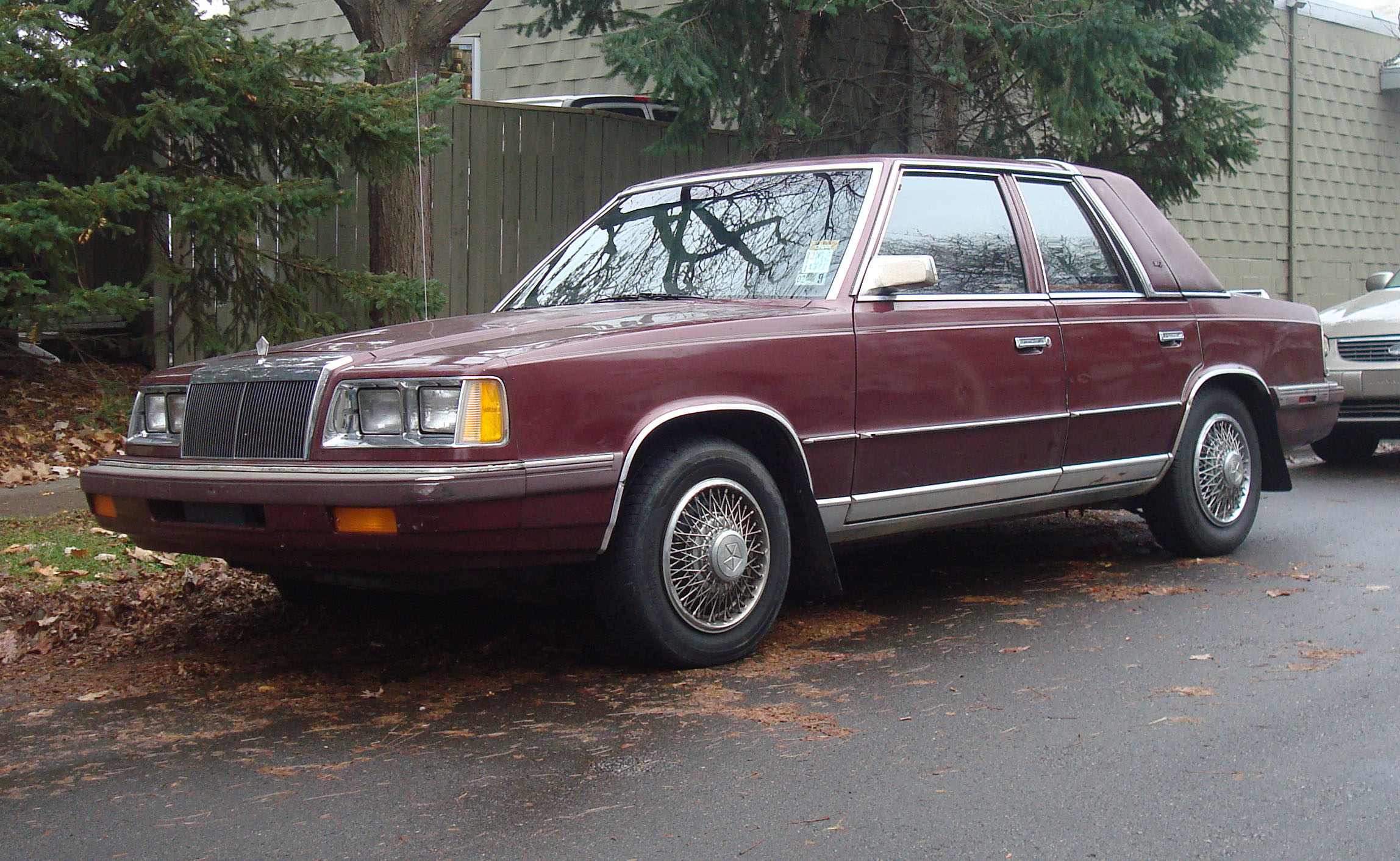
Chrysler LeBaron sedán de 1987
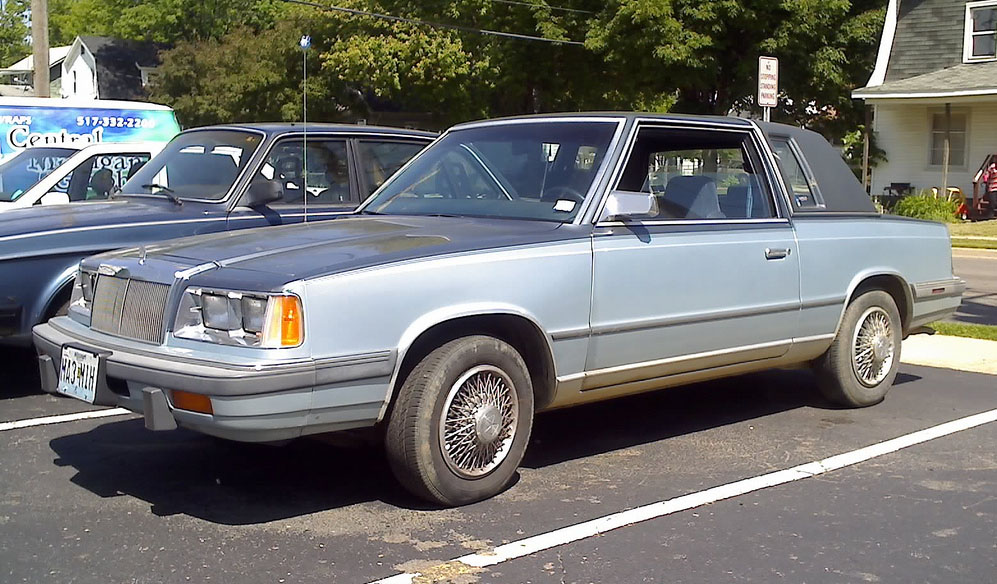
Chrysler LeBaron cupé de 1986
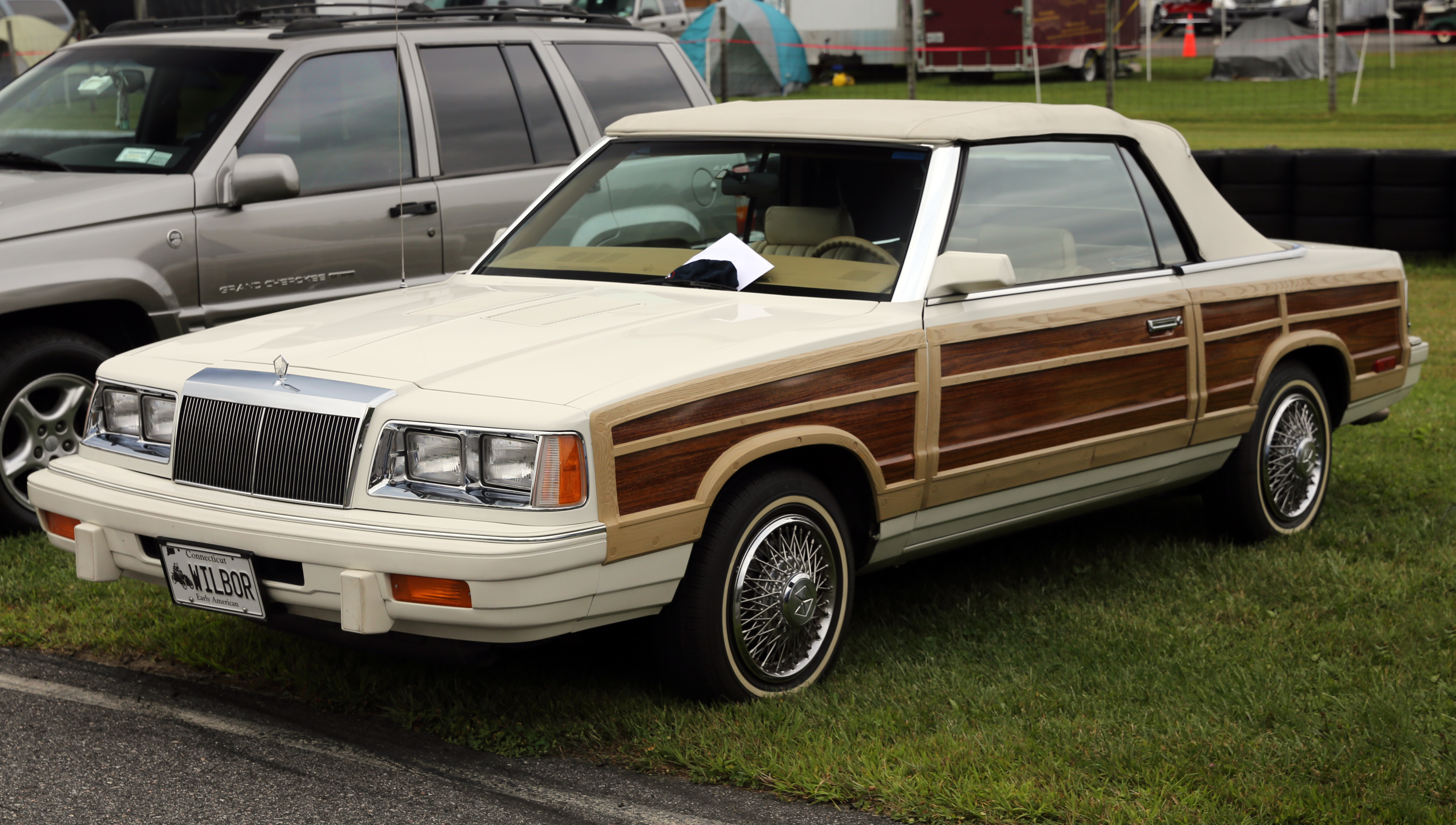
Chrysler LeBaron Town & Country convertible de 1986
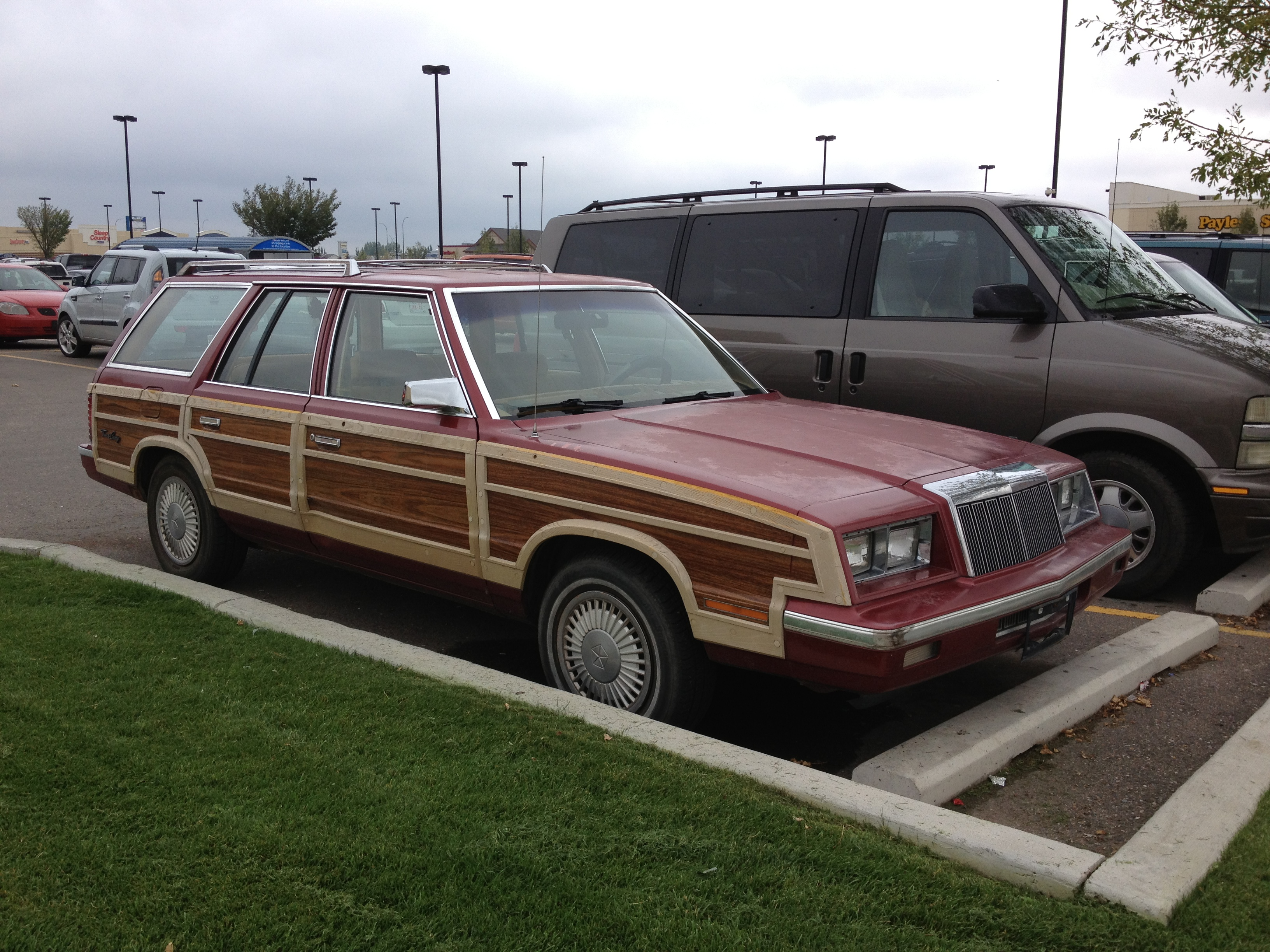
Chrysler LeBaron Town & Country familiar de 1985

### 1985-1989 LeBaron GTS
El LeBaron GTS de 1985 era un automóvil algo diferente al LeBaron estándar. Basado en la plataforma H, estuvo disponible al mismo tiempo que el Cadillac Cimarron como modelo de lujo, y ofrecía un nivel de equipamiento similar al del Cadillac pequeño. Como un hatchback de 5 puertas todavía derivado de la plataforma K, el GTS (y el Dodge Lancer similar) era más un vehículo de alto rendimiento que el modelo K L, menos agresivo que el LeBaron sedán. En su configuración básica, estaba equipado con el motor Chrysler K de 2.2 litros y cuatro cilindros en línea, que luego fue reemplazado por una versión de 2.5 L TBI que rendía 100 HP (75 kW). También estaba disponible con un motor 2.2 L turbo que producía 146 HP (108,9 kW). El apodo de GTS se eliminó para 1989, el último año de producción de este vehículo, después de que el sedán LeBaron basado en la plataforma K fdejara de fabricarse después de 1988. El último Chrysler LeBaron GTS salió de la línea de ensamblaje el 7 de abril de 1989.

### Niveles de acabado
- High Line: 1985-1989
- Premium: 1985-1988
- GTS: 1989 (reemplazado por la denominación Premium después de que se eliminó GTS del nombre del automóvil)
- Pacifica: 1986 (reemplazado por el Shelby Lancer en 1987)

|  |  |

### Mercado europeo: el Chrysler GTS
Después de algunos años de ausencia, Chrysler comenzó oficialmente a ofrecer algunos modelos con su propia marca en el mercado europeo a partir de abril de 1988. Uno de ellos fue el Chrysler GTS, que de hecho era una versión rebautizada del Dodge Lancer ES. Las cifras de ventas fueron moderadas.

## Tercera generación Cupé/Convertible (1987-1995)

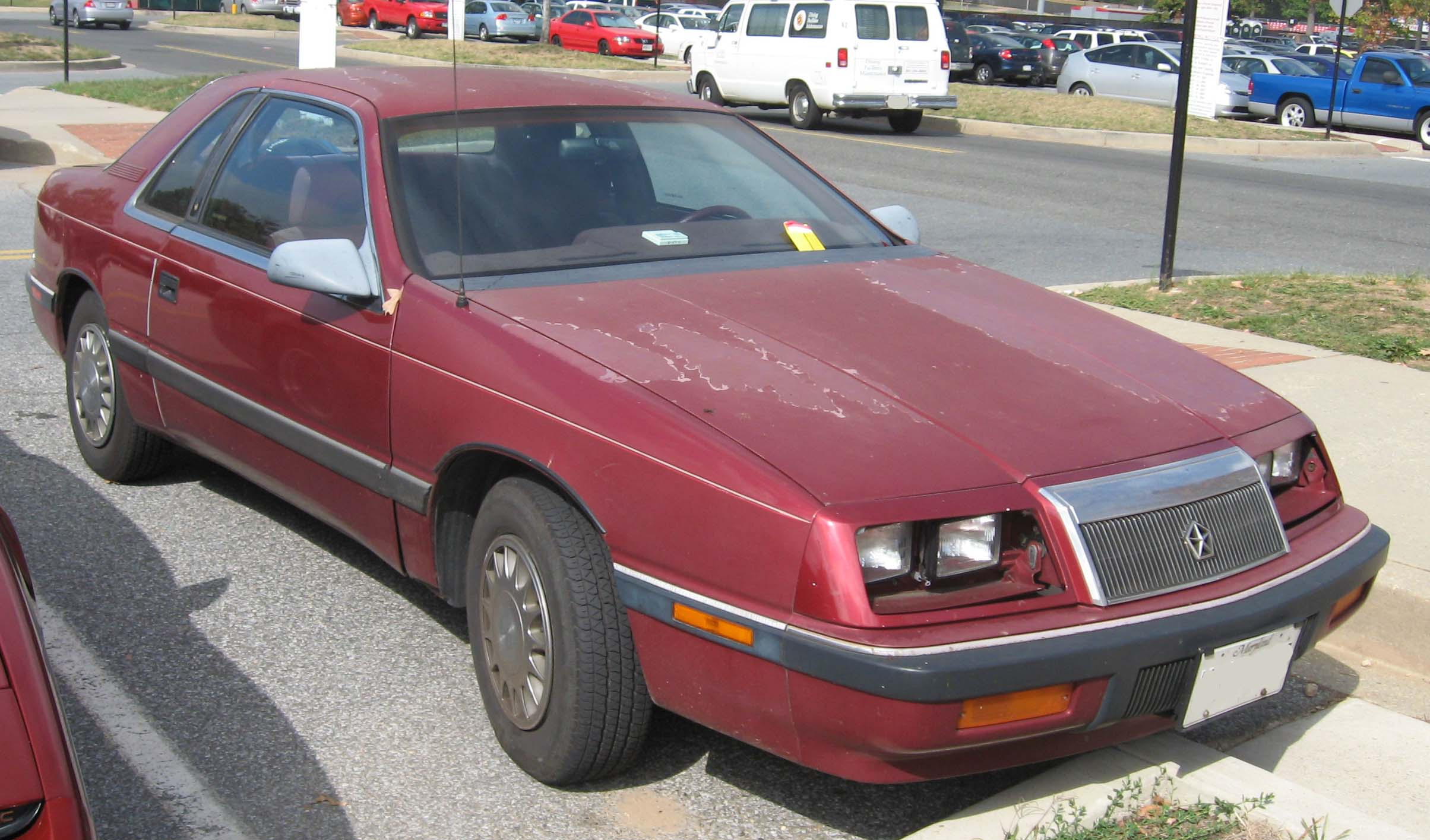
LeBaron Cupé con los faros abiertos (1987-1992)

Después de terminar la producción del cupé y del convertible LeBaron de primera generación en 1986, Chrysler lanzó un nuevo LeBaron para 1987, construido sobre la plataforma J (derivada de la plataforma K), disponible como cupé o convertible. El nuevo LeBaron parecía moderno y aerodinámico en comparación con su predecesor más cuadrado. Era bastante elegante para su época con sus faros escamoteables detrás de cubiertas metálicas retráctiles y una rejilla en forma de cascada, parabrisas inclinado, luces traseras de ancho completo (aunque solo los bordes se iluminaban) y paneles de estilo curvo ("botella de Coca-Cola"). El LeBaron estaba equipado con un ordenador de viaje y ahorro de combustible e instrumentación completa. En México, estos modelos se comercializaron como Chrysler Phantom. Los motores disponibles eran los originales de 2.2 litros y 2.5 litros, con aspiración natural o turboalimentados, y para el modelo de 1990 estuvo disponible un motor V6 Mitsubishi de 3.0 litros, aunque el Chrysler Phantom R/T DOHC 16V mexicano también ofreció el mismo motor turbo de 2.2 litros que el utilizado en el mercado estadounidense para el Dodge Spirit.

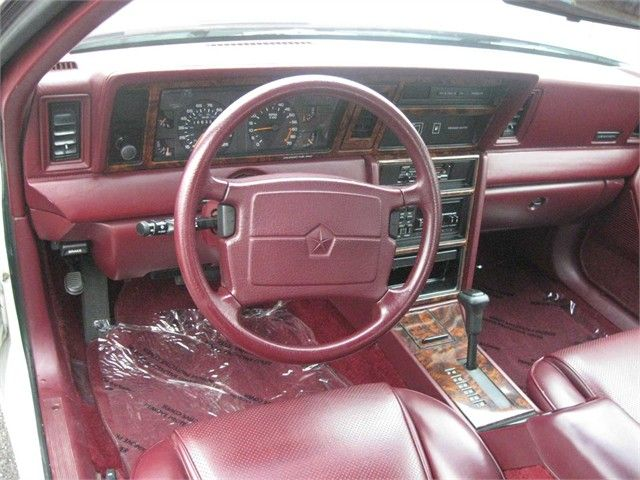
1989 interior

Para 1990, el interior del LeBaron se renovó, con el tablero de instrumentos, el grupo de indicadores, los paneles de las puertas y un diseño de consola central completamente modernizados. Todos los nuevos componentes fueron diseñados para ser más suaves y fluidos que los del anterior estilo comparativamente cuadrado de 1987-89, de acuerdo con la revolución "aerodinámica" de principios de la década de 1990. Los cupés y convertibles LeBaron de 1992 se podían pedir con un "paquete deportivo", que presentaba una apariencia monocromática, que incluía la parrilla del color de la carrocería, la franja decorativa y el logotipo de la tapa del maletero. El paquete también incluía cubiertas de ruedas estilo "encaje" de 14 pulgadas y una franja negra debajo de las luces traseras en lugar de estar cromada, con molduras especiales en las ventanas oscurecidas en los modelos cupé.

### Renovación estética de 1993

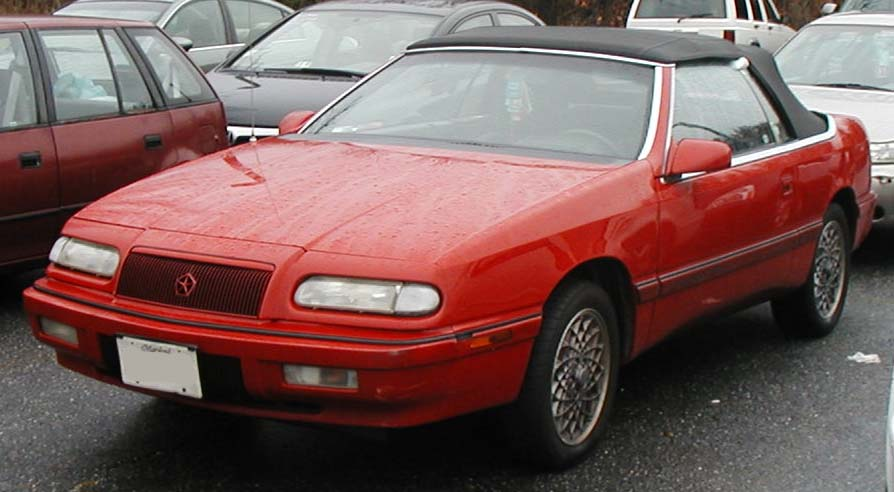
Chrysler LeBaron convertible de 1993-1995

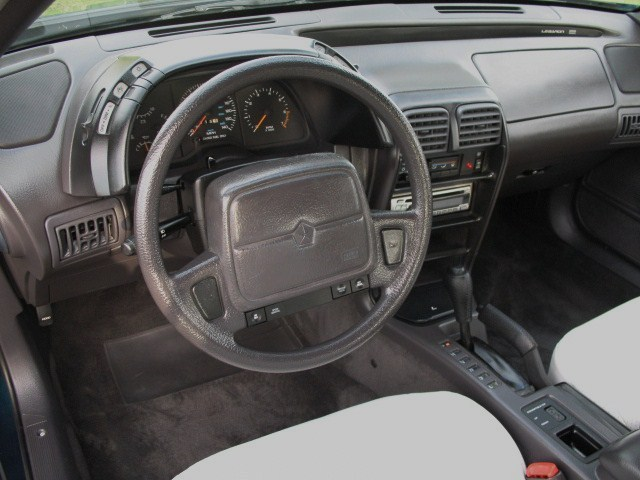
Interior de 1994, con una radio sustituyendo a la de serie

Para el modelo de 1993, el LeBaron recibió un ligero lavado de cara. Los faros escamoteables de los modelos 1987-1992 se eliminaron en favor de unos faros convencionales menos costosos, se ofrecieron nuevos estilos de llantas y todos los modelos estaban equipados con los intermitentes traseros ámbar introducidos en los modelos de lujo de 1992. Para 1994, una bolsa de aire del lado del pasajero se convirtió en estándar en todos los modelos. También nuevo para 1994 fue el paquete de decoración "Bright LX" que incluía elementos cromados como la rejilla, emblema y molduras, en contraposición al color de la carrocería en el GTC.
Los motores disponibles eran un 2.5 L de aspiración natural y un 2.2 y 2.5 L turboalimentado de cuatro cilindros Chrysler, y el Mitsubishi V6 de 3.0 L que rendía 141 HP (105 kW). Los motores turboalimentados se eliminaron para 1993,  y el cupé para 1994, cuando el 3.0 era el único motor disponible. El convertible se dejó de fabricar después de 1995, para dar paso a los nuevos Chrysler Sebring cupé y convertible de 1995 y 1996 respectivamente.

### Niveles de acabado: 1987-1995
En su vida útil, el convertible/cupé LeBaron estuvo disponible con muchos niveles de equipamiento distintos. Durante su primer año estaba disponible en "Highline" y "Premium", los acabados típicos de Chrysler en ese momento. El número de variantes creció, alcanzando su punto máximo en 1990, con seis posibilidades disponibles. Después el número disminuyó, hasta que solo quedaron dos niveles de equipamiento para 1995.
- 1987: Highline, Premium
- 1988: Highline, Premium, GT
- 1989: GTS Turbo, GT Turbo, GTC Turbo, Highline, Premium
- 1990: GT, GT Turbo, GTC Turbo, Highline, Highline Turbo, Premium
- 1991: GTC, GTC Turbo, Highline, Highline Turbo, Premium LX
- 1992: GTC, GTC Turbo, Highline, Highline Turbo, LX
- 1993: GTC, Highline, LX
- 1994: GTC, LX
- 1995: GTC, LX

### Competición
Varios equipos del ARCA (un nivel por debajo de las carreras de la copa NASCAR) construyeron coches de carreras basados en el LeBaron (apoyados por una división revitalizada de piezas de alto rendimiento Chrysler Direct Connection), activos desde 1988 hasta 1998. Eran automóviles muy competitivos y ganaron varias carreras durante esos años.

## Tercera generación Sedán (1990-1994)
El último sedán LeBaron se construyó sobre la plataforma AA de tracción delantera, otro derivado de la plataforma K, como sedán de nivel base frente al New Yorker más exclusivo. Ofrecía versiones adaptadas con los emblemas del Dodge Spirit y del Plymouth Acclaim, y las tres diferían principalmente en detalles y opciones de acabado. En Europa se comercializó como Chrysler Saratoga.
Teóricamente, como era habitual por entonces cuando Chrysler, Dodge y Plymouth compartían variantes del mismo modelo, se suponía que el Acclaim era la versión más convencional, mientras que el Spirit era la versión más deportiva y el LeBaron era la versión de lujo, de acuerdo con su estatus de buque insignia de la marca Chrysler. En realidad, sin embargo, hubo una superposición considerable entre las tres marcas en cuanto a rendimiento, equipamiento y características disponibles. El modelo LeBaron Landau de primera nivel ofrecía un medio techo de vinilo acolchado con una luz de fondo más pequeña. Todos los sedán LeBaron venían con una bolsa de aire del lado del conductor estándar y podían acomodar hasta seis pasajeros.

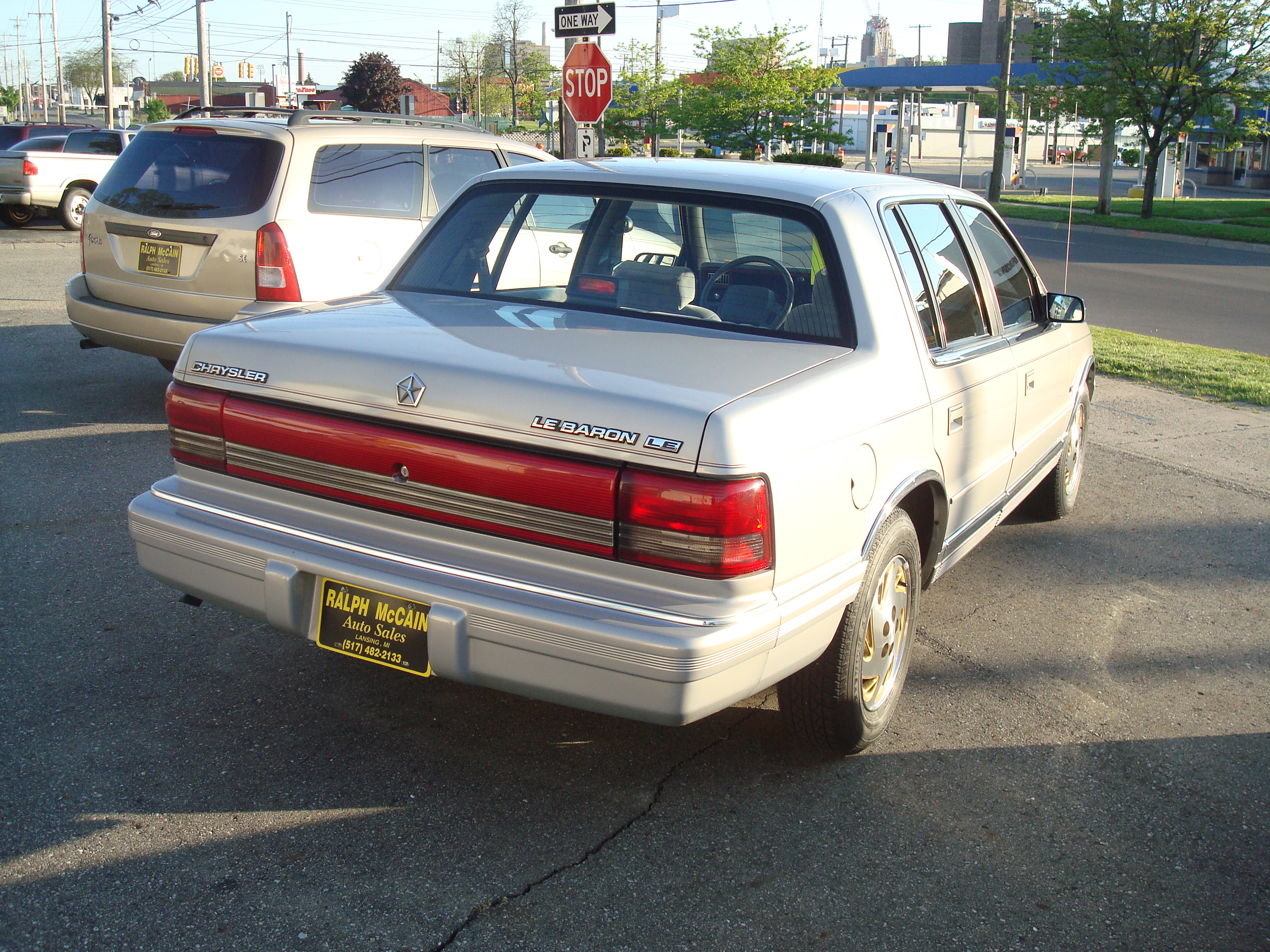
Chrysler LeBaron LE de 1994

Para 1992, el sedán LeBaron se dividió en tres niveles de equipamiento: base, LX y Landau. El nuevo modelo base carecía del motor V6 estándar y el techo de vinilo Landau, mientras que el modelo Landau todavía incluía el techo de vinilo como estándar. El LX, disponible durante solo un año, ofrecía el motor V6 como estándar pero sin el techo landau. Para 1993, el sedán LeBaron recibió nuevas luces traseras, con las luces de marcha atrás ubicadas anteriormente en la línea del parachoques. La gama se redujo a dos niveles de equipamiento con el modelo base denominado LE. El sedán LeBaron se dejó de fabricar el 18 de mayo de 1994, mientras que el Dodge Spirit y el Plymouth Acclaim continuaron su producción hasta el 9 de diciembre de 1994. El Chrysler LeBaron fue reemplazado por el Cloud Car Chrysler Cirrus.

### Seguridad
En 1994, la NHTSA de EE. UU. calificó al LeBaron con un 4 sobre 5 para el lado del conductor y un 3 sobre 5 para la protección de los ocupantes en caso de impacto frontal en el lado del pasajero.

### Niveles de acabado
- Base: 1990–1992
- LX: 1992
- Landau: 1992-1994
- LE: 1993-1994

|  |  |

## Mercado mexicano
Los coches de plataforma M y K se ensamblaron en las instalaciones de Toluca de Lerdo. La plataforma M LeBaron se vendió en México desde 1977 hasta 1982. El K-car LeBaron también se produjo en Toluca y formó parte de la gama desde 1983 a 1987. No se ofrecieron convertibles con la plataforma K de fábrica.
El Chrysler Phantom fue la versión para el mercado mexicano del LeBaron Cupé con carrocería J. No hubo descapotables de la carrocería J de 2 puertas para el mercado mexicano. Los Phantom eran el modelo de primera línea de Chrysler en México y generalmente se vendían con un nivel de equipamiento más alto que sus equivalentes estadounidenses. Estuvo disponible solo con los motores turboalimentados más potentes. Se comercializaron de 1987 a 1994, y lsa primeras unidades se entregaron en diciembre de 1986. Una versión R/T más potente (similar al LeBaron GTC estadounidense, pero con un motor turbo mejorado) también estuvo disponible en 1992 y 1993 El Phantom R/T recibió originalmente el motor Chrysler Turbo II de 2.5 litros y 175 caballos (130 kW), acoplado a una transmisión automática de tres velocidades, pero sería sustituido rápidamente por el motor Turbo III de 224 caballos (167 kW) con una transmisión manual Magna PT de cinco velocidades.
El sedán mexicano de 4 puertas Chrysler LeBaron de carrocería AA se llamaba New Yorker (todos con techo Landau), y la carrocería K (un poco más corta) estaba reservada para los LeBaron de 4 puertas, que se vendían en dos versiones, una con techo Landau y tapicería de cuero, y el otro sin esas dos opciones.